# Lauro Chiazzese
Lauro Chiazzese (* 6. August 1903 in Mazzarino; † 4. Dezember 1957 in Palermo) war ein italienischer Rechtswissenschaftler.
Chiazzese studierte Rechtswissenschaften in Palermo und Genua. Er lehrte römisches Recht an den Universitäten Messina und Palermo. Von 1950 bis zu seinem Tod war er Rektor der Universität Palermo.
Seine Tochter Marisa Chiazzese († 2012) war mit Sergio Mattarella verheiratet, der seit 2015 Staatspräsident Italiens ist. Seine Tochter Irma († 2015) war mit Piersanti Mattarella verheiratet, der 1980 von der Cosa Nostra ermordet wurde.

## Politische Aktivitäten
Vom 25. September 1945 bis 1. Juni 1946 gab es ein Gremium mit 440 Mitgliedern namens Consulta nazionale. Chiazzese war Mitglied dieses Gremiums.
Am 2. und 3. Juni 1946 wurde eine verfassunggebende Versammlung (Assemblea Costituente) gewählt.
Chiazzese war zeitweise Regionalsekretär der Partei Democrazia Cristiana (DC). 1946 wurde er zum Präsident der Cassa centrale di risparmio Vittorio Emanuele per le province siciliane (zentrale Sparkasse für die sizilianischen Provinzen) ernannt.

## Werke
- Introduzione allo studio del diritto romano privato: lezioni, Rom, Tip. Consorzio nazionale, 1931 (übersetzt Einführung in das Studium des römischen Rechts). (2. Auflage 1944; 3. A. 1948; 4. A. 1952)
- Confronti testuali. Contributi alla dottrina delle interpolazioni giustinianee, Palermo, 1936 (übersetzt Textvergleiche. Beiträge zur Doktrin der Justinian-Interpolationen)
- Jusiurandum in litem, Mailand, Giuffrè, 1937
- Vicende e interpretazione delle fonti romane in occidente, Palermo, Montaina, 1972 (übersetzt Ereignisse und Interpretation römischer Quellen im Westen)